# Ample Bay
Die Ample Bay (englisch für Geräumige Bucht) ist eine 2,9 km breite Bucht an der Nordküste Südgeorgiens. Markantes Merkmal ist die Einmündung des Grace-Gletschers am Kopfende. Sie liegt 3 km östlich des Sunset-Fjords im südwestlichen Teil der Bay of Isles.
Robert Cushman Murphy skizzierte die Bucht bei seinem Besuch Südgeorgiens (1912–1913) an Bord der Brigg Daisy. Wissenschaftler der britischen Discovery Investigations kartierten sie zwischen 1929 und 1930 und verliehen ihr einen deskriptiven Namen.